# Oxtunga (svärd)

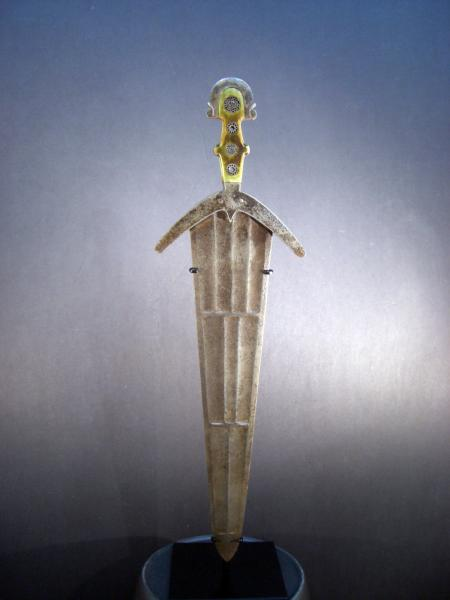
Oxtunga

Oxtunga (italienska lingua di bue, även kallad cinquadea) är ett kort svärd eller kraftig dolk med en bred, mot spetsen tungformat avsmalnande klinga. Det har även kallats italienskt kortsvärd.
Oxtungor förekom på 1400-talet först i Venedig, senare med Verona som huvudfabrikationsort. De fick på 1500-talet stor spridning i såväl Tyskland och Frankrike som borgarvapen för självförsvar.
Svärdets klinga hade en fasetterad yta, och den var ofta utformad med etsade och förgyllda motiv med mytologisk anknytning.